# Santuario de la Virgen del Cid
El Santuario de la Virgen del Cid, conocido también como ermita de la Virgen del Cid, es un edificio religioso católico, que se localiza en las cercanías de La Iglesuela del Cid (provincia de Teruel, España). Es un conjunto arquitectónico cuyo patio actúa de elemento articulador de los distintos volúmenes, entre los que destacan la ermita, la hospedería o "casalicio" y el pórtico. Todas las construcciones están realizadas en mampostería enlucida combinada con sillar en los ángulos y marcos de los vanos.
Está catalogada como Bien de Interés Cultural, el proceso se inició en 1983 cuando se presentó el expediente para la declaración de la Ermita de la Virgen del Cid, situada en La Iglesuela del Cid como Monumento Histórico-Artístico. Por la Ley 16/1985, de 25 de junio, del Patrimonio Histórico Español, se modificó la denominación de esta categoría por la de Bienes de Interés Cultural a través de su Disposición Adicional Primera. Al final, por el Decreto 215/2001 de 18 de septiembre, del Gobierno de Aragón, declaró Bien de Interés Cultural, en la categoría de Monumento, la ermita, bajo el nombre oficial de “Santuario de la Virgen del Cid”.

## Historia
La primera referencia escrita que se conserva sobre la que se denomina “Iglesia del Cid” data del año 1195 (según estudios realizados por J. Salvador, en 1890, quien además recoge la información proporcionada por A. Piera en 1712 sobre la ermita), y es de un documento de donación del rey Alfonso II de Aragón a Gastón, maestre de la Orden de San Redentor, territorio que posteriormente pasará a formar parte de la Baylía de Cantavieja. Del mismo modo, esta misma Iglesia del Cid reaparece nombrada en la carta puebla de Cantavieja, que fue concedida por el monarca Pedro II de Aragón en el año 1212. Estas referencias ponen de manifiesto que debía existir un edificio anterior a la conquista cristiana, y por lo tanto de origen diferente.
La devoción a la Virgen del Cid tiene su origen en la Edad Media, momento en el que acontece un hecho milagroso, ya que según se cuenta a un pastor se le apareció una imagen tallada de la Virgen justo en el lugar donde hoy se encuentra el santuario. Se cree que la talla de la Virgen estaría datada del siglo XII y se le dio el nombre de “el Cid”, porque según cuenta la leyenda, Rodrigo Díaz de Vivar, el Cid Campeador la visitó en reiteradas ocasiones.
De hecho, el conjunto se alza en el mismo sitio donde a partir del siglo II se edificó una primera construcción romana consistente en un conjunto epigráfico-monumental funerario (según opinión de Agustín Ventura en 1975, y los respectivos estudios de Ferrán Arasa i Gil, de la Universidad de Valencia, en 1983 y 1987), en memoria de Marcus Domitius Proculus, que según las inscripciones que se pueden ver tanto en el interior como en el exterior de la actual ermita, que murió a los diecisiete años, y su padre, Marcus Domitius Seranus, quiso realizar el monumento en recuerdo de su hijo fallecido.
De esta primera construcción se conserva el paramento derecho que coincide con el segundo tramo de la ermita, formando parte del muro contiguo a la hospedería, pudiéndose apreciar a simple vista sillares y molduras pertenecientes al templete inicial.
También quedan diseminados por el conjunto actual restos de columnas, capiteles y lápidas, dando lugar a un conglomerado de elementos arquitectónicos de gran importancia que ponen de relieve el papel destacado que debió tener esta zona. También existen dos estelas funerarias iberas, una, que se encuentra en el interior, y otra en el exterior de la Ermita, lo cual tiene su lógica ya que la zona del Santuario es un conjunto arquitectónico que se complementa con el exterior del recinto fortificado de época ibérica.
La construcción de la primera ermita de estilo gótico se remonta al siglo XIV o principios del XV, y es una ermita de una dimensiones menores que las de la que ha llevado a la actualidad. Este edificio sufre una primera remodelación en el año 1546 en la que se amplió la ermita hacia el norte y se cambió el ábside gótico por una cabecera recta con girola central delante del altar, dando lugar a dos corredores enrejados que permiten el acceso a la capilla situada detrás de la cabecera, que está dedicada al Santo Cristo Milagroso, que se construyó en 1728.
Parte de la decoración rococó de que se cubrió el interior de la ermita quedó destrozado durante la contienda civil española.

## Descripción
El conjunto del Santuario de la Virgen del Cid está compuesto, por la ermita, la hospedería, de los siglos XVI y XVIII y la Fuente del Cid.
La primera ermita gótica presentaba planta rectangular, cabecera recta , una sola nave dividida en tres crujías más el coro alto (sito a los pies de la ermita, sobre un arco carpanel), la cual estaba cubierta por bóvedas de crucería. De fábrica de mampostería encalada y sillería, en la que cabe destacar la puerta de acceso, un arco de medio punto todo él de sillería, así como el hastial que termina en una espadaña para dos campanas, y rematada con cornisa curva de piedra.
Respecto el interior de la ermita, presenta los muros y las bóvedas, con abundante decoración con motivos pictóricos rococó, observándose tanto formas vegetales y cenefas en tonos grises y blancos, como representaciones de angelotes en tonos naranjas, azules, verdes, o cremas.
Por su parte, la hospedería, que se encuentra adosada a la ermita, presenta planta rectangular y dos alturas. Para acceder a la misma se pueden utilizar dos puertas en arco de medio punto. La fachada principal presenta las ventanas con dintel y destaca la decoración de una ellas que presenta moldura.
En su interior sobresalen los pavimentos enmorrillados, que técnicamente se conocen como Opus Barbaricum, con motivos geométricos, destacando un laberinto.
El conjunto se completa con La plaza, o patio central, cerrado en sus flancos este y sur por un pórtico cubierto de 35,5 metros de longitud (en su lado sur) y 19 metros (en su lado este). Presenta además vanos adintelados sobre columnas, que son originarios de la iglesia parroquial de La Iglesuela, y trasladados aquí tras la remodelación que sufrió ese edificio en 1748, momento en el que eliminaron estos elementos constructivos.